# UTC−2

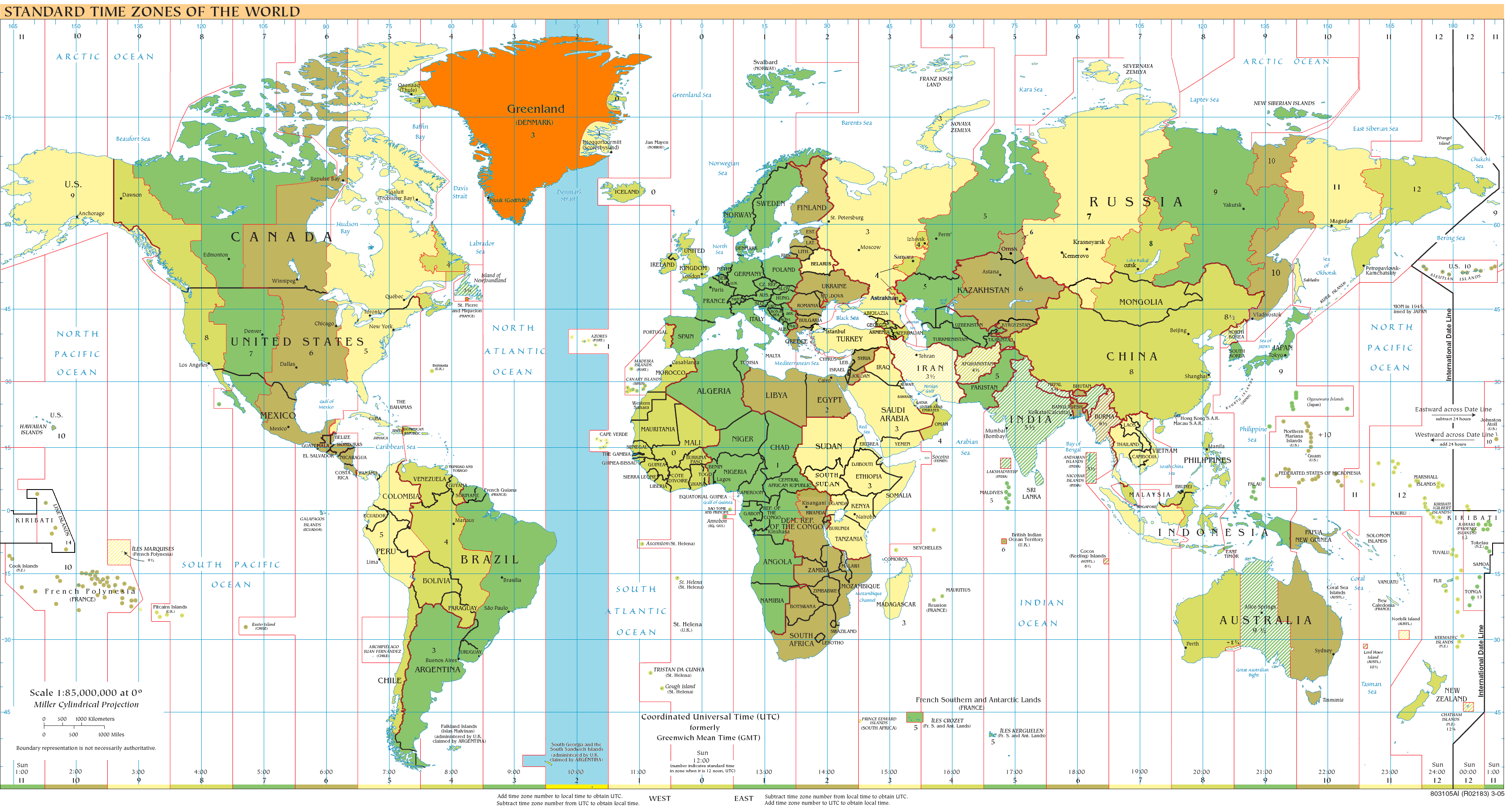
zomertijd
zomertijd
op zee, gehele jaar

UTC−2 is de tijdzone voor:

## Landen en gebieden metzomertijd
- Groenland (grotendeels) (Denemarken)
- Saint-Pierre en Miquelon (Frankrijk)

## Landen en gebieden zonder zomertijd
- Brazilië (Fernando de Noronha)